# Ascorhynchus abyssi
Ascorhynchus abyssi är en havsspindelart som beskrevs av Sars, G.O. 1877. Ascorhynchus abyssi ingår i släktet Ascorhynchus och familjen Ammotheidae. Inga underarter finns listade i Catalogue of Life.